# Ylem
Ylem o hylem (forma aumentativa de la palabra griega ὑλη [hylé] = materia) es el nombre dado por Aristóteles a la que consideraba sustancia fundamental de la cual procedería todo ente de materia.
El término ylem ha sido retomado a partir del siglo XX por George Gamow, físico de origen ucraniano que emigró desde la Unión Soviética a los Estados Unidos en 1936 y sus asociados, entre los que se contaban Ralph Alpher. Con el nombre de ylem —y basándose en las tesis de Georges Lemaître— Gamow ha denominado al punto primordial (singularidad) de materia condensada a temperaturas extremadamente elevadas del cual habría surgido el actual Universo; la suposición de tal Ylem preludió a la actual teoría del Big Bang.
- Datos: Q1199963